# Концерт для виолончели с оркестром № 1 (Хренников)
Концерт для виолончели с оркестром № 1 до мажор соч. 16, в трёх частях — музыкальное произведение Тихона Хренникова для виолончели и симфонического оркестра, созданное в 1964 году. Премьера состоялась 21 октября 1964 года в Москве, солировал Мстислав Ростропович, дирижировал Геннадий Рождественский.

## История

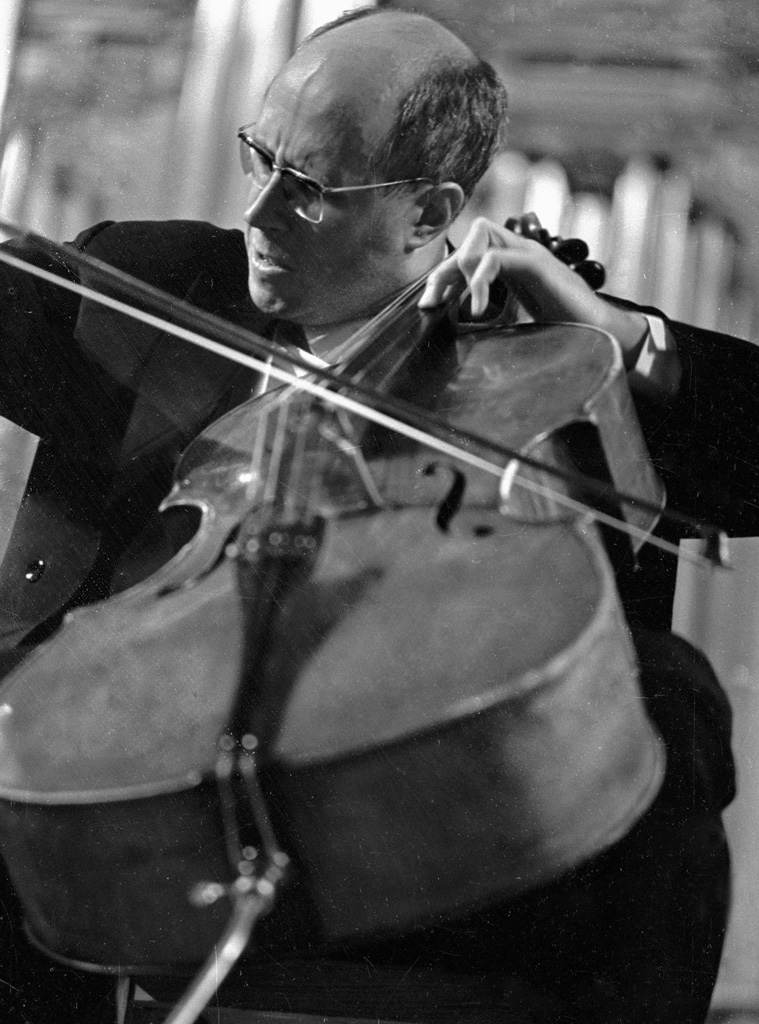
Виолончелист Мстислав Ростропович, которому Тихон Хренников посвятил произведение.

Концерт был написан в 1964 году и посвящен Мстиславу Ростроповичу. После премьеры, которую исполнили Мстислав Ростропович и Геннадий Рождественский, они сделали первую студийную запись произведения. Уже в 1965 году состоялась зарубежная премьера концерта. Мстислав Ростропович и Геннадий Рождественский исполнили его вместе с Лондонским филармоническим оркестром в рамках «Фестиваля Ростроповича». Позже Ростропович играл этот концерт в Ереване (дирижёр Кирилл Кондрашин) — 1965, Ленинграде и Таллине — 1966, Москве (дирижёр Кирилл Кондрашин) и Страсбурге (дирижёр Шарль Брюк) — 1967. Среди других исполнителей — Давид Герингас, Александр Рудин, Валентин Фейгин, Михаил Хомицер, Саша Вечтомов, Виктория Яглинг, Александр Рамм и др.
Существует редакция виолончельной партии концерта Михаила Хомицера

## Состав оркестра
Виолончель (соло), 2 флейты, флейта-пикколо, 2 гобоя, два кларнета, бас-кларнет, 2 фагота, 4 валторны, 3 трубы, фортепиано, ксилофон, треугольник, колокольчики, струнные, ударные.

## Структура
Концерт написан в трёх частях:
1. Прелюдия. Andante (alla breve)
2. Ария. Andante espressivo
3. Соната. Allegro con fuoco

## Аудиозаписи
- 1964 — солист Мстислав Ростропович, дирижёр Геннадий Рождественский, Большой симфонический оркестр Всесоюзного радио[6]
- 1967 — солист Мстислав Ростропович, дирижёр Геннадий Рождественский, Лондонский симфонический оркестр[7]
- 1969 — солист Михаил Хомицер, дирижёр Геннадий Рождественский, Большой симфонический оркестр Всесоюзного радио
- 1973 — солист Михаил Хомицер, дирижёр Геннадий Рождественский, Большой симфонический оркестр Всесоюзного радио[8]
- 1978 — солист Валентин Фейгин, дирижёр Максим Шостакович, Большой симфонический оркестр Центрального телевидения и Всесоюзного радио[9]
- 1980 — солист Саша Вечтомов, дирижёр Владимир Валек, Чешский национальный симфонический оркестр
- 1986 — солистка Виктория Яглинг, дирижёр Владимир Федосеев, Большой симфонический оркестр Гостелерадио СССР[10][11]